# V467 Андромеды
V467 Андромеды (лат. V467 Andromedae) — двойная затменная переменная звезда типа W Большой Медведицы (EW) в созвездии Андромеды на расстоянии приблизительно 4164 световых лет (около 1277 парсеков) от Солнца. Видимая звёздная величина звезды — от +15,06m до +14,6m. Орбитальный период — около 0,3535 суток (8,485 часов).

## Характеристики
Первый компонент — жёлтый карлик спектрального класса G. Радиус — около 1,23 солнечного, светимость — около 1,082 солнечной. Эффективная температура — около 5313 K.
Второй компонент — жёлтый карлик спектрального класса G.